# Niftrik (plaats)
Niftrik is een dorp behorend tot de gemeente Wijchen (provincie Gelderland). Op 1 januari 2023 telde Niftrik 410 inwoners. Zowel de A50 van Zwolle naar Eindhoven als de spoorlijn Tilburg - Nijmegen komen langs het dorp. Het dorp heeft echter geen op- en afritten of station. Niftrik ligt aan de rivier de Maas tegenover de Brabantse plaatsen Ravenstein en Neerloon.

## Geschiedenis

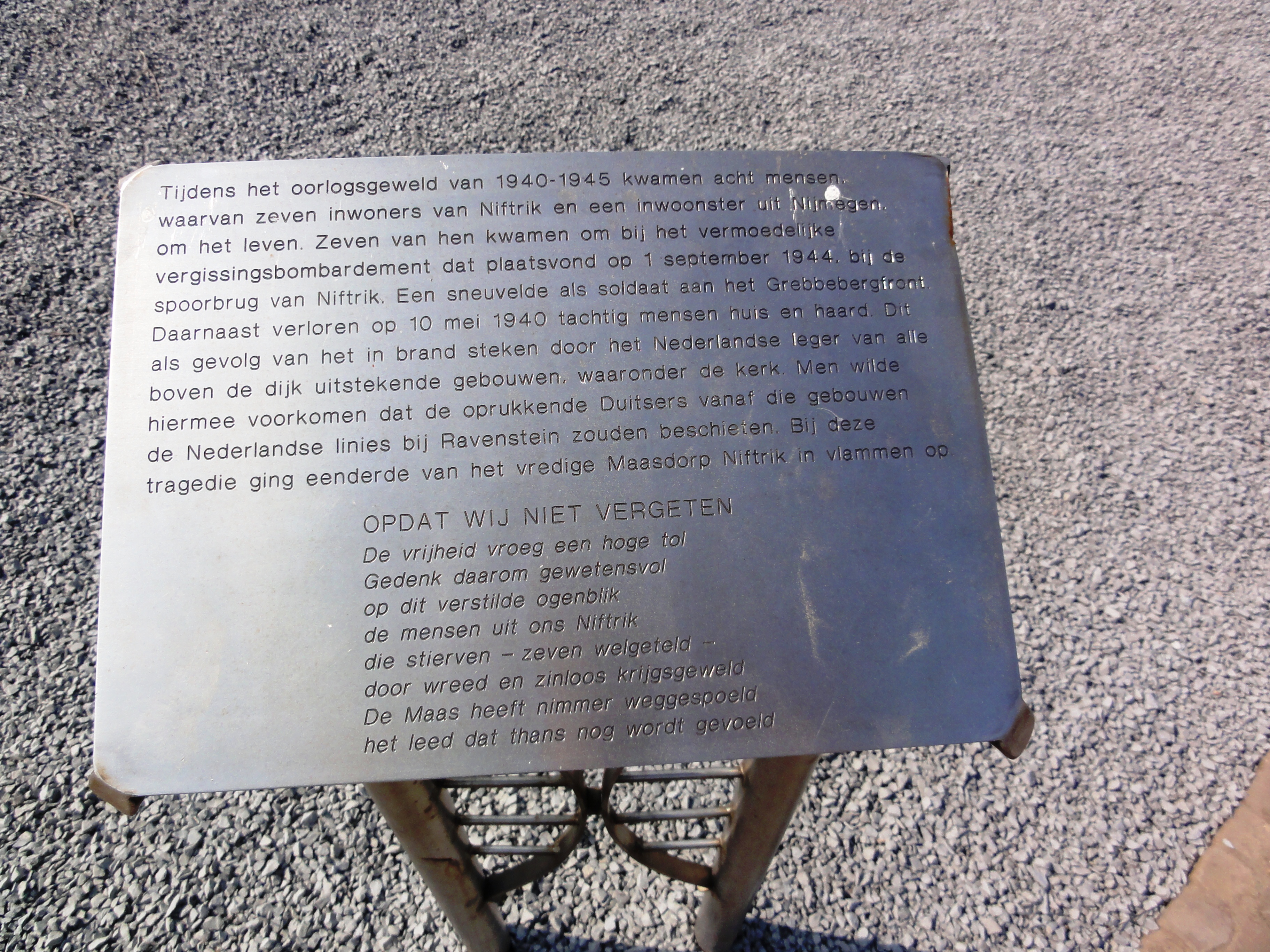
Monument Een brug te veel Maasbandijk 66, Niftrik

In 1388 vond de Slag bij Niftrik plaats, tussen Brabant en Gelre.
 
Na 1813 werd het Niftrik een zelfstandige gemeente. Dit bleef het tot 1 januari 1818, toen het bij de gemeente Wijchen werd gevoegd.

Op 10 mei 1940 stak het Nederlandse leger alle boven de dijk uitstekende bebouwing in brand, om te voorkomen dat Duitse troepen de gebouwen zouden kunnen gebruiken om de Nederlandse linies bij Ravenstein te beschieten. Een derde van het dorp ging in vlammen op.

Op 1 september 1944 werd de spoorbrug over de Maas gebombardeerd, waarbij zeven personen om het leven kwamen.

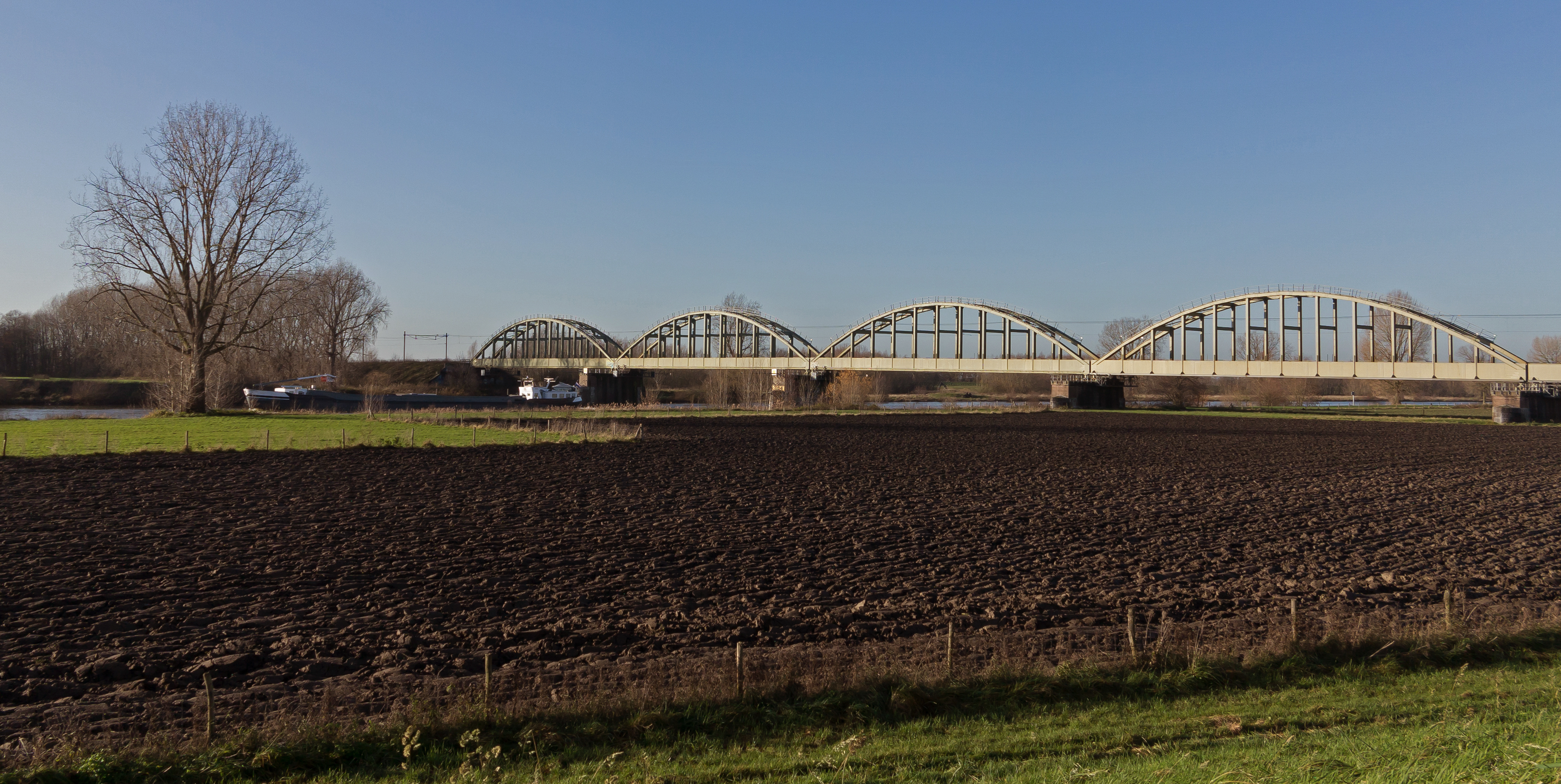
Spoorbrug over de Maas bij Niftrik

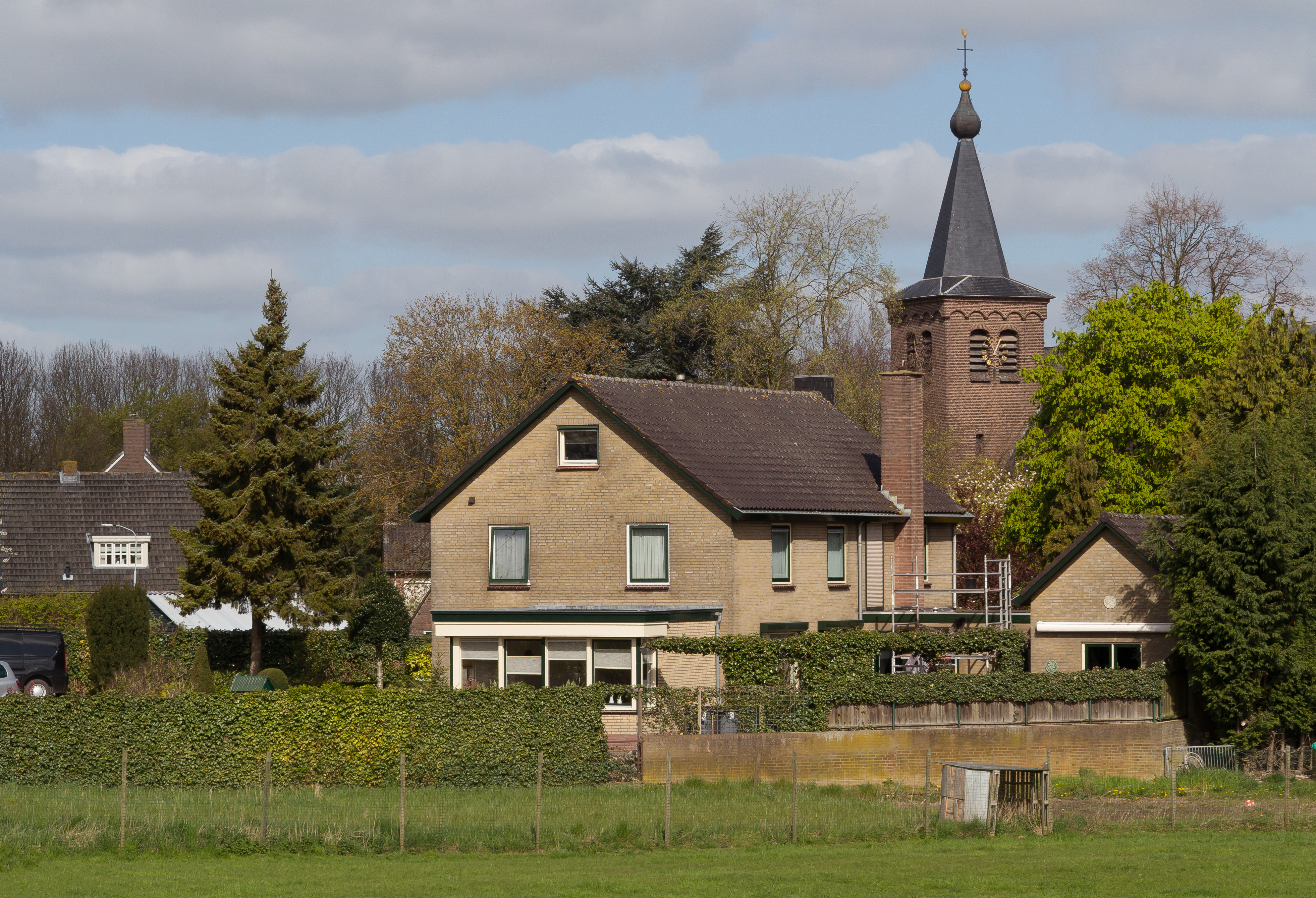
Niftrik, Sint-Damianuskerk

## Verenigingen
Het dorp Niftrik heeft diverse verenigingen, zoals:
- St. Damianus Gilde, het schuttersgilde dat sinds het begin van de 17e eeuw bestaat en jaarlijks de grote dorpskermis (Gildefeesten) organiseert.
- Carnavalsverenigingen de Maospruvers, ten tijde van het carnaval heet Niftrik 'Maospruveradeel'
- Voetbalvereniging V.V. Niftrik
- Korfbalvereniging DKV de playing girls